# Paul Robert (schermidore)
Paul Robert (... – 1961) è stato uno schermidore svizzero.
Partecipò ai Giochi della II Olimpiade che si svolsero a Parigi nel 1900. Prese parte alla gara di fioretto dove fu eliminato aiu quarti di finale.